# Antonio Pinto Salinas
Antonio Pinto Salinas è un comune del Venezuela situato nello Stato del Mérida.
Il capoluogo del comune è la città di Santa Cruz de Mora.